# Melliera mordax
Melliera mordax är en bönsyrseart som beskrevs av Rehn 1935. Melliera mordax ingår i släktet Melliera och familjen Mantidae. Inga underarter finns listade i Catalogue of Life.